# 紫珈波灰蝶
紫珈波灰蝶（學名：Catochrysops strabo），又名蟻灰蝶、珈灰蝶、紫長尾波紋小灰蝶。是一種小型蝴蝶，分布於亞洲，隸屬於灰蝶科。此物種最早由Johan Christian Fabricius於1793年物種描述。分布範圍包括斯里蘭卡、印度，從錫金延伸至中南半島，以及巽他地區、蘇拉威西與菲律賓。

## 亞種
- Catochrysops strabo strabo
- Catochrysops strabo asoka（喜馬拉雅、穆索里）
- Catochrysops strabo caledonica（洛亞蒂群島）
- Catochrysops strabo celebensis（蘇拉威西、圖康貝西、卡勞、布頓、蘇拉、馬魯古）
- Catochrysops strabo lithargyria（斯里蘭卡、阿薩姆、緬甸）
- Catochrysops strabo luzonensis（菲律賓、巴拉望、塔勞群島、桑格島）
- Catochrysops strabo naerina（明打威群島）

## 描述
本種為中型灰蝶，具明顯雌雄二型性，複眼密被毛。體背呈暗褐帶紫色光澤，腹側白色具毛。前翅長12-16 mm，外、前緣弧形，後翅CuA2脈末端具絲狀尾突。
雄蝶頭部褐色，有藍白條紋與褐色窄帶，觸角黑褐具白環，下唇鬚白色、背面褐色且細長。胸腹部背面暗褐帶紫色，足為白色具褐色條紋，前足跗節癒合、末端尖彎。翅背為亮紫色，後翅CuA1室末端具黑斑，CuA2室也有黑斑點。翅腹灰白，具白邊暗色中央帶紋，前翅R3室及中室末端有小斑；後翅近基部有三小點，亞外緣有雙重暗帶紋；CuA1室末端有黑斑點，冠橙色弦月紋。緣毛白褐相間。
雌蝶翅形似雄蝶，但前足跗節不癒合。翅背色澤偏黑褐，內側有藍色斑塊，亞外緣具白色線紋，後翅CuA1室黑斑亦帶橙色弦月紋。翅腹淺褐色，中央與中室端具白邊暗色帶紋，亞外緣帶紋由暗色與白線組成，臀區具黑斑及橙黃紋。前翅R1室有小黑點，位於中央斑帶與中室端條間偏外側；Sc+R1室斑點黑褐。緣毛為白色混雜褐色。

## 分佈
廣泛分布於東洋區與澳洲區。臺灣地區中，蘭嶼的族群屬亞種 luzonensis，馬祖的則屬承名亞種。

## 棲地
紫珈波灰蝶棲息於海岸林及低海拔熱帶雨林附近的開闊地，喜好訪花，此蝶一年有多世代，全年可見成蝶活動。
幼蟲以豆科植物如傘花假木豆、水黃皮的花苞為食。

## 圖庫

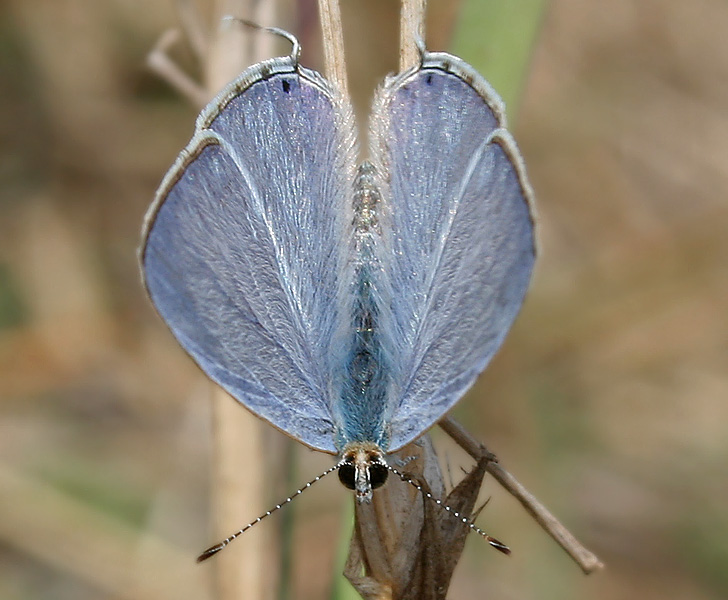
雄蝶於印度海得拉巴
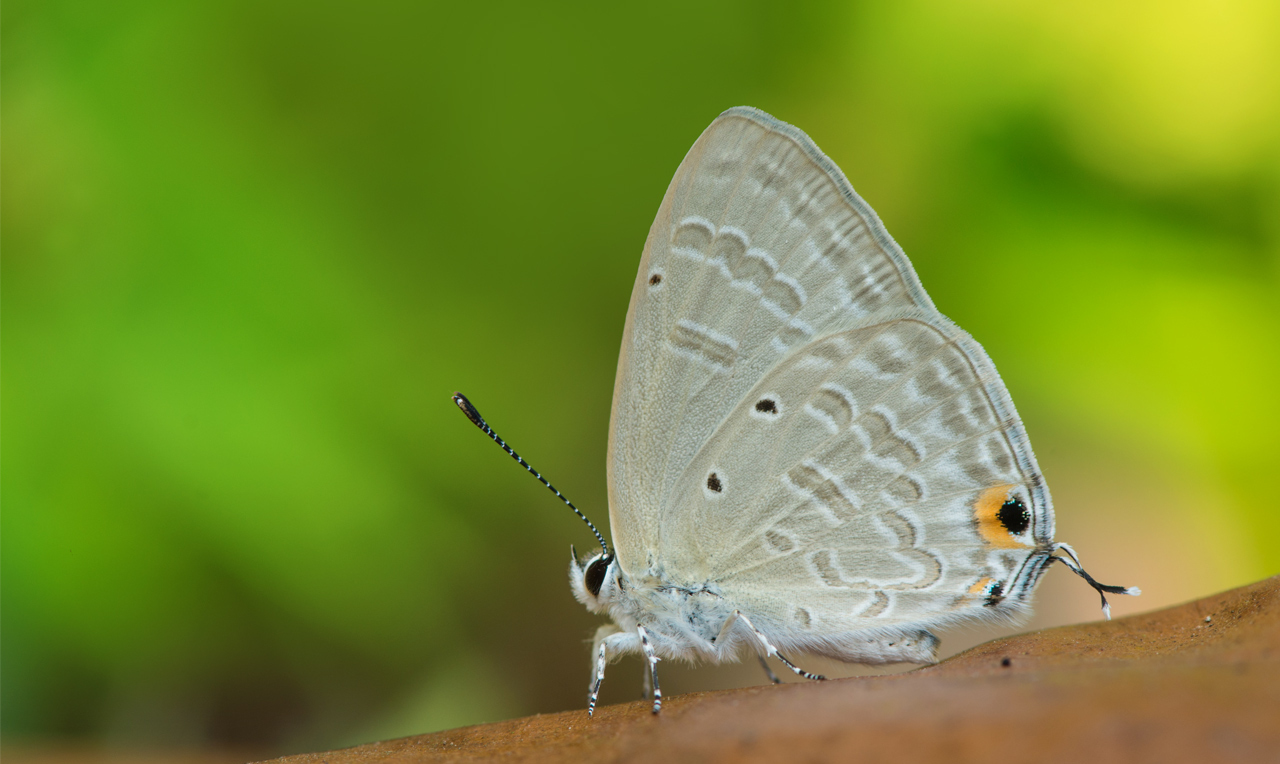
於喀拉拉邦
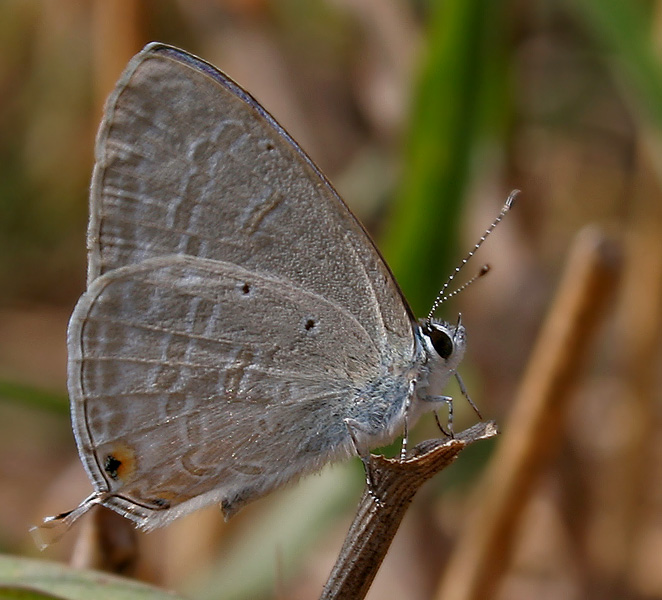
雄蝶於海得拉巴
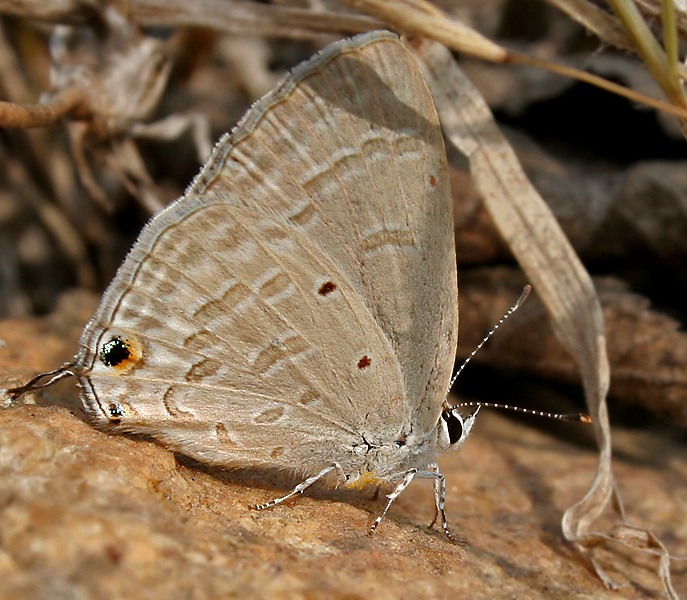
雌蝶於海得拉巴
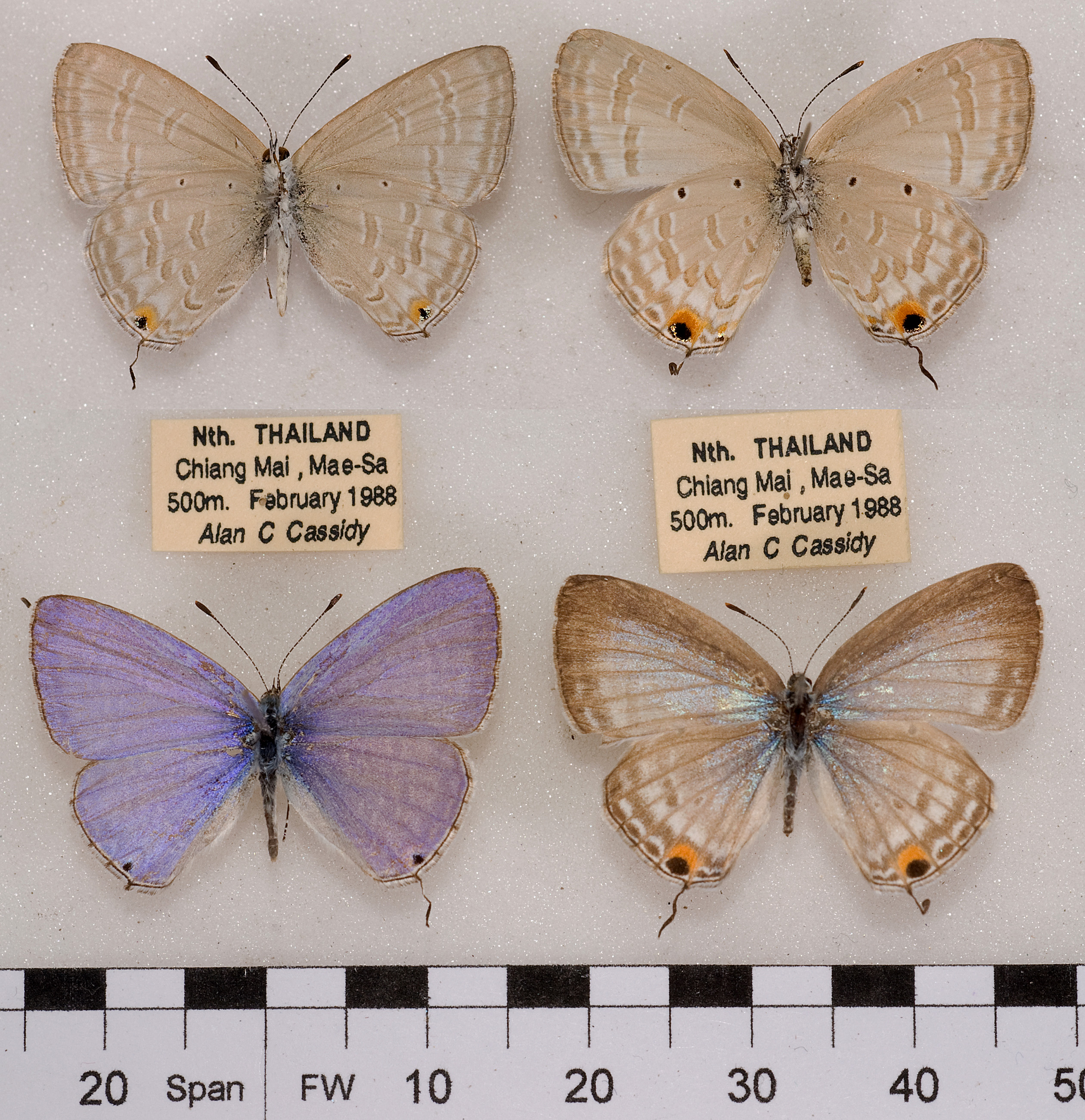